# تال (دکتر هو)
تال(به انگلیسی: Thal) یکی از ده گونه انسان نمای فرا زمینی در سریال دکتر هو است.سیاره مادر این گونه اسکارو است. 